# Högklinten
Högklinten är ett naturreservat i Kramfors kommun i Västernorrlands län.
Området är naturskyddat sedan 2008 och är 78 hektar stort. Reservatet berget Högklinten vid kusten och består av klapperstensfält och hällmarker med tall med inslag av gran, björk och asp